# Heliotropium ruhanyi
Heliotropium ruhanyi är en strävbladig växtart som beskrevs av H. Riedl och Esfand. Heliotropium ruhanyi ingår i Heliotropsläktet som ingår i familjen strävbladiga växter. Inga underarter finns listade i Catalogue of Life.